# حقوق الإنسان في لاتفيا
تحترم الحكومة في لاتفيا حقوق الإنسان بصورة عامة، ووفقاً لوزارة الخارجية الأمريكية وفريدم هاوس تأتي لاتفيا في المرتبة فوق المتوسطة بين الدول ذات السيادة في العالم من ناحية الديمقراطية، وحرية الصحافة، والخصوصية والتنمية البشرية. يوجد في البلاد أقلية كبيرة من ذوي الأصول الروسية، ويتمتعون كغيرهم من المواطنين بحقوق أساسية مكفولة بموجب الدستور اللاتفي والقوانين الدولية لحقوق الإنسان التي أقرتها الحكومة اللاتفية.
ومع ذلك، فقد أُبلغت منظمات حقوق الإنسان عن مشكلات متعددة. يعاني الأجانب -بمن فيهم الأشخاص غير الحاصلين على الجنسية- من محدودية أو عدم إمكانية الوصول إلى مجموعة واسعة من الحقوق. وكان هناك مشاكل تتعلق بإساءة معاملة الشرطة للمحتجزين والمعتقلين، وسوء أحوال السجون والازدحام السكاني، والفساد القضائي، والتمييز ضد المرأة، وحوادث العنف ضد الأقليات الإثنية، والعنف المجتمعي وحوادث التمييز الحكومي ضد المثليين جنسياً.

## لاتفيا في نظام حقوق الإنسان الدولي
اعتباراً من نهاية عام 2014، أصدرت المحكمة الأوروبية لحقوق الإنسان 100 حكم في قضايا ضد لاتفيا (اعتباراً من عام 2001)، في 83 حالة، وجدت انتهاكات للاتفاقية الأوروبية لحقوق الإنسان أو بروتوكولاتها.
وقد اعتمدت اللجنة المعنية بحقوق الإنسان التابعة للأمم المتحدة الآراء في أربع قضايا تتعلق بلاتفيا، في ديسمبر 2014، خلصت حالتان إلى حدوث انتهاك للعهد الدولي الخاص بالحقوق المدنية والسياسية (رايهمان ضد لاتفيا وإغناتان ضد لاتفيا). في عام 2001، وجهت لاتفيا دعوة دائمة إلى الإجراءات الخاصة لمجلس حقوق الإنسان التابع للأمم المتحدة. في عام 1990، انضمت لاتفيا إلى الإعلان العالمي لحقوق الإنسان في خطوة غير نمطية، وهو ما يُفهم في علم القانون بأن قبول الإعلان يعتبر مُلزماً.

### المشاركة في معاهدات حقوق الإنسان الأساسية
| معاهدات الأمم المتحدة الجوهرية                                                        | مشاركة لاتفيا                                                          | معاهدات مجلس أوروبا الجوهرية                                                 | مشاركة لاتفيا       |
| الاتفاقية الدولية للقضاء على جميع أشكال التمييز العنصري                               | انضمت إلى المعاهدة عام 1992 ولم يقم بالإعلان الذي يسمح الشكاوى الفردية | الاتفاقية الأوروبية لحقوق الإنسان                                            | صدقت عليها عام 1997 |
| العهد الدولي الخاص بالحقوق المدنية والسياسية                                          | انضمت إلى المعاهدة عام 1992                                            | البروتوكول 1 (ECHR)                                                          | صدقت عليها عام 1997 |
| البروتوكول الاختياري الأول (ICCPR)                                                    | انضمت إلى المعاهدة عام 1994                                            | البروتوكول 4 (ECHR)                                                          | صدقت عليها عام 1997 |
| البروتوكول الاختياري الثاني (ICCPR)                                                   | انضمت إلى المعاهدة عام 2013                                            | البروتوكول 6 (ECHR)                                                          | صدقت عليها عام 1999 |
| العهد الدولي الخاص بالحقوق الاقتصادية والاجتماعية والثقافية                           | انضمت إلى المعاهدة عام 1992                                            | البروتوكول 7 (ECHR)                                                          | صدقت عليها عام 1997 |
| اتفاقية القضاء على جميع أشكال التمييز ضد المرأة                                       | انضمت إلى المعاهدة عام 1992                                            | البروتوكول 12 (ECHR)                                                         | وقعت عليها عام 2000 |
| البروتوكول الاختياري (CEDAW)                                                          | لم توقع عليها                                                          | البروتوكول 13 (ECHR)                                                         | صدقت عليها عام 2012 |
| اتفاقية مناهضة التعذيب                                                                | انضمت إلى المعاهدة عام 1992 ولم يقم بالإعلان الذي يسمح الشكاوى الفردية | الميثاق الاجتماعي الأوروبي                                                   | صدقت عليها عام 2002 |
| البروتوكول الاختياري (CAT)                                                            | لم توقع عليها                                                          | البروتوكول الإضافي عام 1988 (ESC)                                            | وقعت عليها عام 1997 |
| اتفاقية حقوق الطفل                                                                    | انضمت إلى المعاهدة عام 1992                                            | البروتوكول الإضافي عام 1995 (ESC)                                            | لم توقع عليها       |
| البروتوكول الاختياري بشأن اشتراك الأطفال في النزاعات المسلحة (CRC)                    | صدقت عليها عام 2005                                                    | الميثاق الاجتماعي الأوروبي في صيغته المنقحة                                  | صدقت عليها عام 2013 |
| البروتوكول الاختياري بشأن بيع الأطفال وبغاء الأطفال والمواد الإباحية عن الأطفال (CRC) | صدقت عليها عام 2006                                                    | الاتفاقية الأوروبية لمنع التعذيب والمعاملة أو العقوبة اللاإنسانية أو المهينة | صدقت عليها عام 1998 |
| الاتفاقية الدولية الخاصة بحماية حقوق جميع العمال المهاجرين وأفراد أسرهم               | لم توقع عليها                                                          | الميثاق الأوروبي للغات الإقليمية أو لغات الأقليات                            | لم توقع عليها       |
| اتفاقية حقوق الأشخاص ذوي الإعاقة                                                      | صدقت عليها عام 2010                                                    | الاتفاقية الإطارية المتعلقة بحماية الأقليات القومية                          | صدقت عليها عام 2005 |
| البروتوكول الاختياري (CRPD)                                                           | صدقت عليها عام 2010                                                    | اتفاقية بشأن إجراءات مكافحة الاتجار بالبشر                                   | صدقت عليها عام 2008 |

## لمحات عامة من قبل منظمات حقوق الإنسان

### منظمة العفو الدولية
وفقاً لمنظمة العفو الدولية، يعاني الأجانب -بما في ذلك الأشخاص غير الحاصلين على الجنسية-  من محدودية أو من انعدام في فرص الوصول إلى مجموعة واسعة من الحقوق، بما في ذلك حق المشاركة في العملية السياسية، حق العمل في الخدمة المدنية والقطاع الخاص. ولد معظمهم أو عاشوا حياتهم كلها تقريباً في لاتفيا. وتوجد قيود أيضاً على تملك الأجانب.
أبلغت منظمة العفو الدولية عن هجمات ذات دوافع عنصرية ضد أبناء شعب الرّوما. تفتقر لاتفيا إلى تشريع وطني شامل يتناول جميع أشكال التمييز. واجهت مثليات ومثليو الجنس، والمتحولون جنسياً التمييز بالإساءة اللفظية. وأفادت التقارير عن ادعاءات بوقوع سوء معاملة بدنية للمعتقلين من قِبَل موظفي السجون.

### منظمة مراقبة حقوق الإنسان
أفادت منظمة مراقبة حقوق الإنسان في عام 2006 بوجود هجمات على نشاطات الفخر المسالمة لمثليات ومثليي الجنس في ريغا في 28 يوليو. وفي وقت سابق، رفض مجلس مدينة ريغا طلباً  قدمته منظمات المثليات والمثليين جنسياً والمتحولين جنسياً لصالح «ريغا برايد 2006». استُهدفت المسيرة المحظورة من قبل حشود من المتظاهرين الرافضين للمثلية. في عام 2009، سمحت محكمة ريغا الإدارية بمسيرة للمثليين.

### فريدم هاوس
وفقًا لفريدم هاوس، تتمتع لاتفيا بحريات مدنية واسعة. والحقوق السياسية في مستوى عال، على الرغم من أن البلاد عانت من فضائح فساد كبيرة خلال عام 2007. تحترم الحكومة عموماً حرية التعبير وحرية الصحافة وحرية الدين، وتحترم الحرية الأكاديمية في القانون والممارسة. يحمي القانون حرية التجمع وتكوين الجمعيات. تُثبت وسائل الإعلام اللاتفية ذات القدرة التنافسية العالية أنها مصادر موثوق بها للمعلومات ومراقبة حقوق الإنسان ضد إساءة استعمال السلطة من قبل الحكومة.
وفي حين أن الضمان الدستوري لاستقلال القضاء يحظى باحترام عام، كان الفساد في النظم القضائية وتطبيق القانون ما يزال يمثل مشكلة كبيرة. حالات الاحتجاز قبل المحاكمة طويلة، استخدام الشرطة القوة المفرطة ضد المحتجزين، معاناة السجون من الاكتظاظ وعدم كفاية الرعاية الطبية. تتمتع المرأة بنفس الحقوق القانونية التي يتمتع بها الرجل، ولكنها كثيراً ما تواجه التمييز في العمل.
وما يزال التمييز المزعوم الذي يعاني منه المجتمع الناطق بالروسية موضع نقاش. عيّن البرلمان أمين مظالم مسؤولاً عن حماية حقوق الأفراد فيما يتعلق بالحكومة. حُكم على رجلين بالسجن في يناير 2007 لمهاجمتهما مواطناً رواندياً. وقد شهدت القضية أول حكم بموجب القانون يحظر التحريض على الكراهية العنصرية.

### وزارة خارجية الولايات المتحدة
وفقاً لتقرير حقوق الإنسان الصادر عن وزارة خارجية الولايات المتحدة، تحترم لاتفيا عموماً حقوق الإنسان للمواطنين ومجتمع المواطنين الأجانب الكبير هناك. ومع ذلك، كان هناك مشاكل تتعلق بإساءة معاملة الشرطة للمحتجزين والمعتقلين بشكل خطير، وظروف سيئة في مرافق الاحتجاز التابعة للشرطة، وسوء أحوال السجون والازدحام السكاني، والفساد القضائي، والعقبات أمام الإجراءات القانونية الواجبة، والضغط الرسمي للحد من حرية التعبير، والعنف ضد المرأة، وإساءة معاملة الأطفال، والاتجار بالبشر، وحوادث العنف ضد الأقليات العرقية، والعنف المجتمعي وحوادث التمييز الحكومي ضد المثليين جنسياً.

## المشاركة، الحقوق الاقتصادية والاجتماعية والثقافية بالأرقام
في الانتخابات المحلية لعام 2009، أشار 79.7% من المستشارين المنتخبين إلى أن أصلهم العرقي لاتفي، وكان 65.5% منهم من الذكور. في الانتخابات البرلمانية لعام 2014، كان 81 من أصل 100 من أعضاء البرلمان المنتخبين من الذكور، وأشار 71 منهم إلى أن أصلهم العرقي لاتفي. على سبيل المقارنة  في بداية عام 2010، كان العرق اللاتفي يمثل 59.4% من السكان (و 71.8 بالمئة بين المواطنين)  والنساء 53.9%.
اعتباراً من يناير 2018، كان الحد الأدنى للراتب الشهري 430 يورو، والحد الأدنى لمعاش الشيخوخة هو 70.43 يورو. كان متوسط معاش العمر المحسوب في نوفمبر 2014 هو 285.90 يورو. بلغ متوسط الراتب الصافي في سبتمبر من عام 2014 556 يورو (يتراوح من 389 يورو في لاتغال إلى 627 يورو في ريغا).
كان معدل البطالة في نهاية ديسمبر 2014، 8.5% وفقاً لوكالة التوظيف الحكومية، وتتراوح بين 5.2% في منطقة ريغا و17.8% في لاتغال. تتألف الأقليات العرقية والأشخاص الذين لا يشيرون إلى عرقيتهم  45.5% من العاطلين عن العمل في نهاية شهر ديسمبر من عام 2014.
قُدر متوسط العمر المتوقع عند الولادة بـ 72.93 عاماً في عام 2012. في عام 2011، كان هناك 6.3 زيارات للمرضى الخارجيين للفرد الواحد، و58.8 سريراً بالمستشفى، و39.1 طبيباً لكل 10 آلاف نسمة.
التعليم قبل المدرسي والتعليم الأساسي لمدة تسع سنوات إلزامي. التعليم الثانوي (من 10-12) مجاني في المدارس العامة. ومع ذلك، وفقاً لأمين المظالم، ينتهك الأهل المبدأ الدستوري للتعليم المجاني من أجل تكاليف الكتب المدرسية. وفقاً  لتعداد عام 2000، فإن 13.9% من الأشخاص الذين تتراوح أعمارهم بين 15 عاماً فما فوق والذين يقدمون إجابات على التعليم الخاص قد حصلوا على التعليم العالي. في عام 2011، واصل 94.6% من خريجي المدارس الأساسية (9 سنوات) دراستهم، كما فعل  63.6% من خريجي المدارس الثانوية.

## التشريعات ومكاتب حقوق الإنسان

### القانون الوطني
تُمنح حقوق الإنسان بموجب الفصل الثامن من الدستور «حقوق الإنسان الأساسية»، الذي اعتمد في عام 1998 ويتألف من 28 مادة. ويشمل كلاً من حقوق الإنسان من الجيل الأول والجيل الثاني وكذلك بعض حقوق الإنسان من الجيل الثالث: حقوق الأشخاص المنتمين إلى أقليات عرقية والحق في العيش في بيئة خيرية. تحدد المادة 116 الأهداف التي تسمح بتقييد بعض حقوق الإنسان:  حقوق الآخرين، والهيكل الديمقراطي للدولة، والسلامة العامة، والرفاهية والأخلاق.
حتى اعتماد هذه المادة، كان القانون الأساسي في مجال حقوق الإنسان هو القانون الدستوري «حقوق والتزامات المواطن والشخص»، الذي اعتمد في عام 1991.

### المؤسسات
- منذ عام 1990، توجد لجنة لحقوق الإنسان في برلمان لاتفيا (في البداية كانت تسمى لجنة حقوق الإنسان والشؤون العرقية،  حالياً، لجنة حقوق الإنسان والشؤون العامة)[25]
- وُجدت المحكمة الدستورية منذ عام 1996. يمكن للأفراد تقديم طلبات بشأن حقوقهم الدستورية إليها منذ عام 2001.[26]
- في أعوام 1993 - 1995، كان مكتب وزير الدولة لحقوق الإنسان موجوداً. في عام 1998، أُسّس مكتب ممثل الحكومة أمام المنظمات الدولية لحقوق الإنسان.[27]
- في عام 1995، أُنشأ المكتب الوطني لحقوق الإنسان،[28] وتحول إلى مكتب أمين المظالم منذ عام 2007.
- تهتم العديد من المنظمات غير الحكومية أيضاً بحالة حقوق الإنسان في لاتفيا، ومنها مركز لاتفيا لحقوق الإنسان واللجنة اللاتفية لحقوق الإنسان.

## التصنيفات العالمية
- مؤشر الديمقراطية، 2008: 46 من 167.[3]
- مؤشر حرية الصحافة في جميع أنحاء العالم، 2010: 30 من أصل 178.[4]
- مؤشر الخصوصية في جميع أنحاء العالم، 2007: 13 من أصل 37.[5]
- مؤشر جودة الحياة في جميع أنحاء العالم، 2005: 66 من 111.[29]
- مؤشر التنمية البشرية، 2008: 44 من أصل 179. [6]
- الحرية في العالم، 2008: درجة الحقوق السياسية: 2 ودرجة الحريات المدنية: 1 (1 هي الأكثر حرية، 7 الأقل حرية). [7]
- تقرير الفساد العالمي، 2007: 49 من أصل 163.[30]